# Сирадзе, Давид
Дави́д Сира́дзе (груз. დავით სირაძე; 21 октября 1981, Тбилиси, Грузинская ССР, СССР) — грузинский футболист, нападающий. Выступал за сборную Грузии.

## Карьера

### Клубная
Воспитанник тбилисского «Динамо». Бо́льшую часть карьеры провёл в клубах низших футбольных лиг Германии. Сезон 2008 года провёл в аренде в составе клуба российского Высшего дивизиона «Спартак-Нальчик». Дебют Сирадзе в «Спартаке» состоялся 15 марта 2008 года в домашнем поединке первого тура против раменского «Сатурна». Первый гол в Премьер-лиге Давид забил спустя почти четыре месяца в матче с ярославским «Шинником».
В начале 2009 года покинул ряды немецкого клуба «Падерборн» и полгода спустя вернулся в «Спартак-Нальчик». 4 июня 2012 года было сообщено о досрочном расторжении игроком действующего контракта со «Спартаком» по обоюдному согласию сторон. Однако уже в конце месяца Давид присоединился к нальчанам на учебно-тренировочном сборе в Турции и заключил контракт с клубом сроком на один год.

### В сборной
Выступал за команду Грузии на юношеском и молодёжном уровне.
В национальной сборной дебютировал 18 февраля 2004 года в товарищеском матче против Румынии.
| Матчи и голы Сирадзе за сборную Грузии | Матчи и голы Сирадзе за сборную Грузии | Матчи и голы Сирадзе за сборную Грузии | Матчи и голы Сирадзе за сборную Грузии | Матчи и голы Сирадзе за сборную Грузии | Матчи и голы Сирадзе за сборную Грузии |
| -------------------------------------- | -------------------------------------- | -------------------------------------- | -------------------------------------- | -------------------------------------- | -------------------------------------- |
| №                                      | Дата                                   | Оппонент                               | Счёт                                   | Голы Сирадзе                           | Соревнование                           |
| 1                                      | 18 февраля 2004                        | Румыния                                | 0:3                                    | -                                      | Товарищеский матч                      |
| 2                                      | 27 мая 2004                            | Израиль                                | 0:1                                    | -                                      | Товарищеский матч                      |
| 3                                      | 15 ноября 2006                         | Уругвай                                | 2:0                                    | -                                      | Товарищеский матч                      |
| 4                                      | 24 марта 2007                          | Шотландия                              | 1:2                                    | -                                      | Отборочный матч ЧЕ-2008                |
| 5                                      | 28 марта 2007                          | Фарерские острова                      | 3:1                                    | 1                                      | Отборочный матч ЧЕ-2008                |
| 6                                      | 8 сентября 2007                        | Украина                                | 1:1                                    | 1                                      | Отборочный матч ЧЕ-2008                |
| 7                                      | 13 октября 2007                        | Италия                                 | 2:0                                    | -                                      | Отборочный матч ЧЕ-2008                |
| 8                                      | 17 октября 2007                        | Шотландия                              | 2:0                                    | 1                                      | Отборочный матч ЧЕ-2008                |
| 9                                      | 21 ноября 2007                         | Литва                                  | 0:2                                    | -                                      | Отборочный матч ЧЕ-2008                |
| 10                                     | 7 февраля 2007                         | Турция                                 | 1:0                                    | 1                                      | Товарищеский матч                      |
| 11                                     | 22 августа 2007                        | Люксембург                             | 0:0                                    | -                                      | Товарищеский матч                      |
| 12                                     | 6 февраля 2008                         | Латвия                                 | 1:3                                    | -                                      | Товарищеский матч                      |
| 13                                     | 6 сентября 2008                        | Ирландия                               | 1:2                                    | -                                      | Отборочный матч ЧМ-2010                |
| 14                                     | 10 сентября 2008                       | Италия                                 | 0:2                                    | -                                      | Отборочный матч ЧМ-2010                |
| 15                                     | 15 октября 2008                        | Болгария                               | 0:0                                    | -                                      | Отборочный матч ЧМ-2010                |
| 16                                     | 11 февраля 2009                        | Ирландия                               | 1:2                                    | -                                      | Отборочный матч ЧМ-2010                |
| 17                                     | 28 марта 2009                          | Кипр                                   | 1:2                                    | -                                      | Отборочный матч ЧМ-2010                |
| 18                                     | 1 апреля 2009                          | Черногория                             | 0:0                                    | -                                      | Отборочный матч ЧМ-2010                |
| 19                                     | 3 марта 2010                           | Эстония                                | 2:1                                    | 1                                      | Товарищеский матч                      |
| 20                                     | 11 августа 2010                        | Молдавия                               | 0:0                                    | -                                      | Товарищеский матч                      |
| 21                                     | 7 сентября 2010                        | Израиль                                | 0:0                                    | -                                      | Отборочный матч ЧЕ-2012                |
| 22                                     | 8 октября 2010                         | Мальта                                 | 1:0                                    | 1                                      | Отборочный матч ЧЕ-2012                |
| 23                                     | 12 октября 2010                        | Латвия                                 | 1:1                                    | 1                                      | Отборочный матч ЧЕ-2012                |
| 24                                     | 9 февраля 2011                         | Армения                                | 2:1                                    | 1                                      | Товарищеский матч                      |
| 25                                     | 26 марта 2011                          | Хорватия                               | 1:0                                    | -                                      | Отборочный матч ЧЕ-2012                |
| 26                                     | 29 марта 2011                          | Израиль                                | 0:1                                    | -                                      | Отборочный матч ЧЕ-2012                |
| 27                                     | 3 июня 2011                            | Хорватия                               | 1:2                                    | -                                      | Отборочный матч ЧЕ-2012                |
| 28                                     | 2 сентября 2011                        | Латвия                                 | 0:1                                    | -                                      | Отборочный матч ЧЕ-2012                |

Итого: 28 матчей / 8 голов; 9 побед, 7 ничьих, 12 поражений.